# Chronofotografie

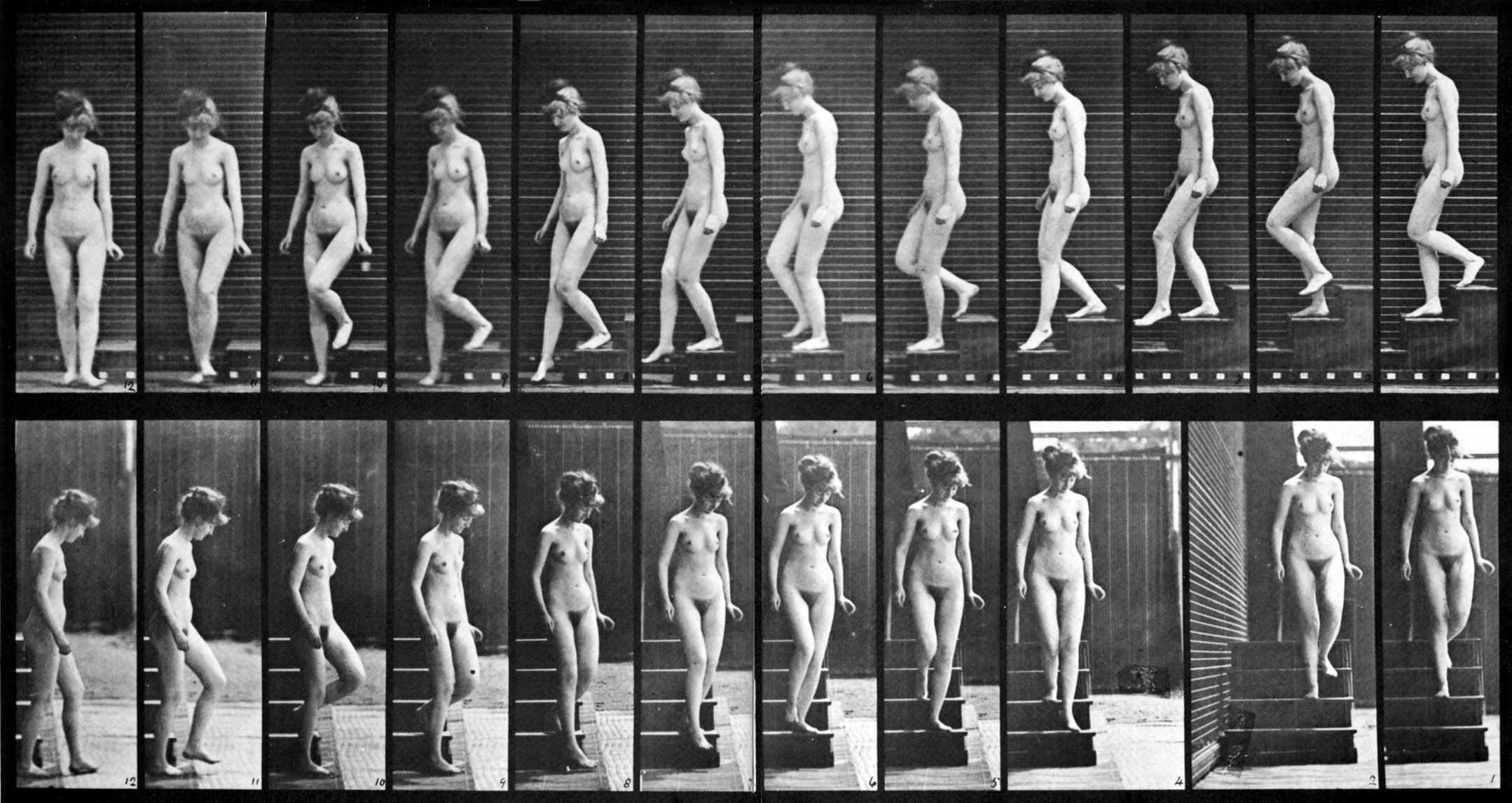
voorbeeld van chronofotografie

De chronofotografie is een toepassing van de fotografie waarbij de fotograaf een bepaalde beweging in de tijd met behulp van de fotografie gaat analyseren.
De pionier van de chronofotografie is Eadweard Muybridge, die meerdere camera's gebruikte om snel achter elkaar series opnamen te maken. Hiermee kon hij bewegingen analyseren en besliste onder andere een weddenschap of een paard in galop altijd minstens een been aan de grond had.
De fotochronografie was pas mogelijk nadat fototoestellen voldoende snel waren om een reeks opeenvolgende foto's van een beweging te maken. Een van de eerste doorbraken kwam er in 1882 toen de fotografische revolver werd uitgevonden. Deze maakte het mogelijk om vogels en vleermuizen tijdens hun vlucht te fotograferen.
In 1890 waren er een reeks erg succesvolle experimenten waarbij men de beweging van levende wezens op een film van celluloid kon weergeven.

## Technische evolutie
- 1882: chronofotografie met een lichtgevoelige plaat. Men kon enkel een wit object afbeelden tegen een zwarte achtergrond.
- 1888: chronofotografie op bewegend fotografisch papier. Dit papier was van het bedrijf Eastman, de makers van het immens populaire Kodaktoestel.
- 1890: chronofotografie op een film van celluloid. Dit is zeker vast het meest relevante octrooi van George Eastman. Deze film was erg stevig en elastisch, doch ook extreem ontvlambaar.